# Georg Philipp Heberlein
Georg Philipp Heberlein (* 5. Januar 1805 in Braubach, Herzogtum Nassau; † 25. Juli 1888 in Wattwil, Schweiz) war ein deutsch-schweizerischer Färbermeister und Textilunternehmer. Er gründete 1835 die Garnfärberei Heberlein, welche zu einem der bedeutendsten Textilunternehmen der Schweiz wurde. 

## Biografie
Georg Philipp Heberlein wurde in Braubach am Rhein geboren und absolvierte in Koblenz eine Lehre als Färber. Nach mehreren Jahren der Wanderschaft als Geselle gelangte er nach Wattwil im Toggenburg. Bereits seit der frühen Neuzeit war dort die Leinenweberei sehr verbreitet, wurde jedoch schrittweise durch die aufstrebenden Baumwollmanufakturen verdrängt. Ab 1828 war Heberlein in verschiedenen Garnfärbereien in Wattwil und im Neckertal tätig. Er heiratete 1833 Elisabeth Ambühl.
1835 gründete er auf einem Grundstück in der Wattwiler Rietwis eine eigene Färberei mit Wohnhaus. Die Garnfärberei Heberleins wuchs rasch und beschäftigte bald 20 Gesellen. Mit ein Grund für das schnelle Wachstum soll die hohe Fachkompetenz Heberleins gewesen sein, für welche er an der Schweizerischen Industrieausstellung in Bern eine Anerkennung erhielt. 1845 wurde Georg Philipp und Elisabeth Heberlein-Ambühl sowie ihren zehn Kindern das Wattwiler Bürgerrecht erteilt.
1873 übergab Georg Philipp Heberlein die Leitung des Unternehmens an seine Söhne Eduard und Georg, welche aus der rein handwerklichen Produktion zu einer fabrikmässigen Fertigung übergingen. Im frühen 20. Jahrhundert entwickelte sich Heberlein & Co. unter der Leitung seiner Enkel Eduard Heberlein und Georges Heberlein im Bereich der Textilfärbung und des Textildrucks erfolgreich weiter und wurde zu einem der bedeutendsten Textilunternehmen der Schweiz.
Georg Philipp Heberlein soll musikalisch sehr begabt gewesen sein. Er starb 1888 in Wattwil.